# Knema intermedia
Knema intermedia är en tvåhjärtbladig växtart som först beskrevs av Carl Ludwig von Blume, och fick sitt nu gällande namn av Otto Warburg. Knema intermedia ingår i släktet Knema och familjen Myristicaceae. Inga underarter finns listade i Catalogue of Life.